# Longlou

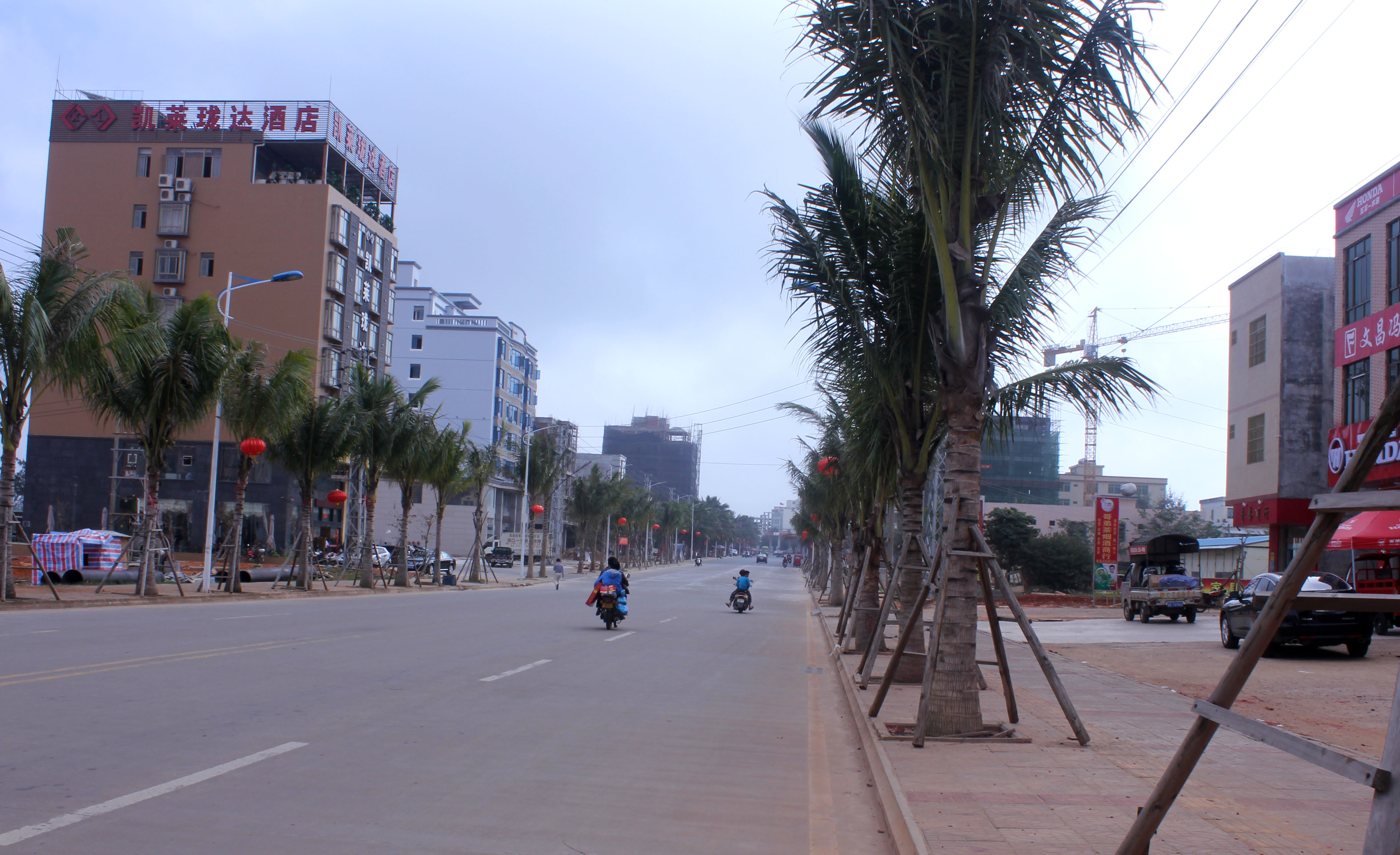
Straße in Longlou

Longlou (chinesisch 龍樓鎮 / 龙楼镇, Pinyin Lónglóu Zhèn) ist eine Großgemeinde im Osten der kreisfreien Stadt Wenchang der chinesischen Provinz Hainan. Longlou hat eine Fläche von 99,74 km² und etwa 20.000 Einwohner (Stand 2020).
Im Süden von Longlou befindet sich das Kosmodrom Wenchang, im Osten der Bronzetrommel-Berg, ein Nationales Naturschutzgebiet mit der TT&C-Station des Kosmodroms auf dem Gipfel.

## Umsiedlung 2007 – 2012
Nachdem der Staatsrat der Volksrepublik China und die Zentrale Militärkommission im August 2007 dem Antrag des Hauptzeugamts der Volksbefreiungsarmee auf Errichtung einer Satellitenstartbasis in der Großgemeinde Longlou stattgegeben hatten,
begann das Hauptzeugamt unverzüglich mit der Akquirierung des hierfür nötigen Landes. Hierzu mussten rund 6000 Menschen aus den Verwaltungsdörfern Xingguang (星光村) und Longlou (龙楼村) sowie ganz im Süden des Gebiets aus dem Verwaltungsdorf Zhongshan (中山村) der Großgemeinde Dongjiao umgesiedelt werden. Allein in den 19 natürlichen Dörfern von Xingguang waren 520 Familien mit insgesamt 2627 Menschen betroffen. Das Verwaltungsdorf Xingguang wurde aufgelöst. Als Ersatz wurde auf einem 100 ha großen Gelände südlich der Einwohnergemeinschaft Longlouxu, dem Stadtzentrum von Longlou, die Einwohnergemeinschaft Hangtian (航天社区), also „Raumfahrt“, erbaut. Bei der Gründungsfeier der Einwohnergemeinschaft am 24. April 2012 waren dort 3449 Menschen registriert, wovon allerdings nicht alle dort auch wohnten.
In der Einwohnergemeinschaft gibt es 1121 Wohnungen, davon 100 Wohnungen in Hochhäusern und 1021 Wohnungen in Wohnblocks; jeder Einwohner hat im Durchschnitt 35 m² Wohnfläche zur Verfügung. Außerdem gibt es dort einen Kindergarten, eine Grundschule, einen Bauernmarkt und ein Gemeindezentrum mit Bücherei, Polizeiwache, Arztpraxis und einem Multimedia-Computer-Schulungsraum. Obwohl die Mehrzahl der umgesiedelten Landwirte keine Arbeit fanden – der Tourismus in Hainan konzentriert sich heute auf die Südhälfte der Insel – kommt es nach offiziellen Angaben in der Einwohnergemeinschaft Raumfahrt nicht überdurchschnittlich oft zu Verbrechen.

## Administrative Gliederung
Die Großgemeinde Longlou setzt sich seit der Gemeindereform 2012 aus 9 Dörfern und 2 Einwohnergemeinschaften zusammen. Diese sind:
| Einwohnergemeinschaft Hangtian (航天社区); Einwohnergemeinschaft Longlouxu (龙楼墟社区), Regierungssitz der Großgemeinde; Dorf Chuntao (春桃村); Dorf Baoling (宝陵村); Dorf Honghai (红海村); Dorf Jishui (吉水村); | Dorf Jinxing (金星村); Dorf Longlou (龙楼村); Dorf Longxin (龙新村); Dorf Quanmei (全美村); Dorf Shanhai (山海村). |

## Bronzetrommel-Berg

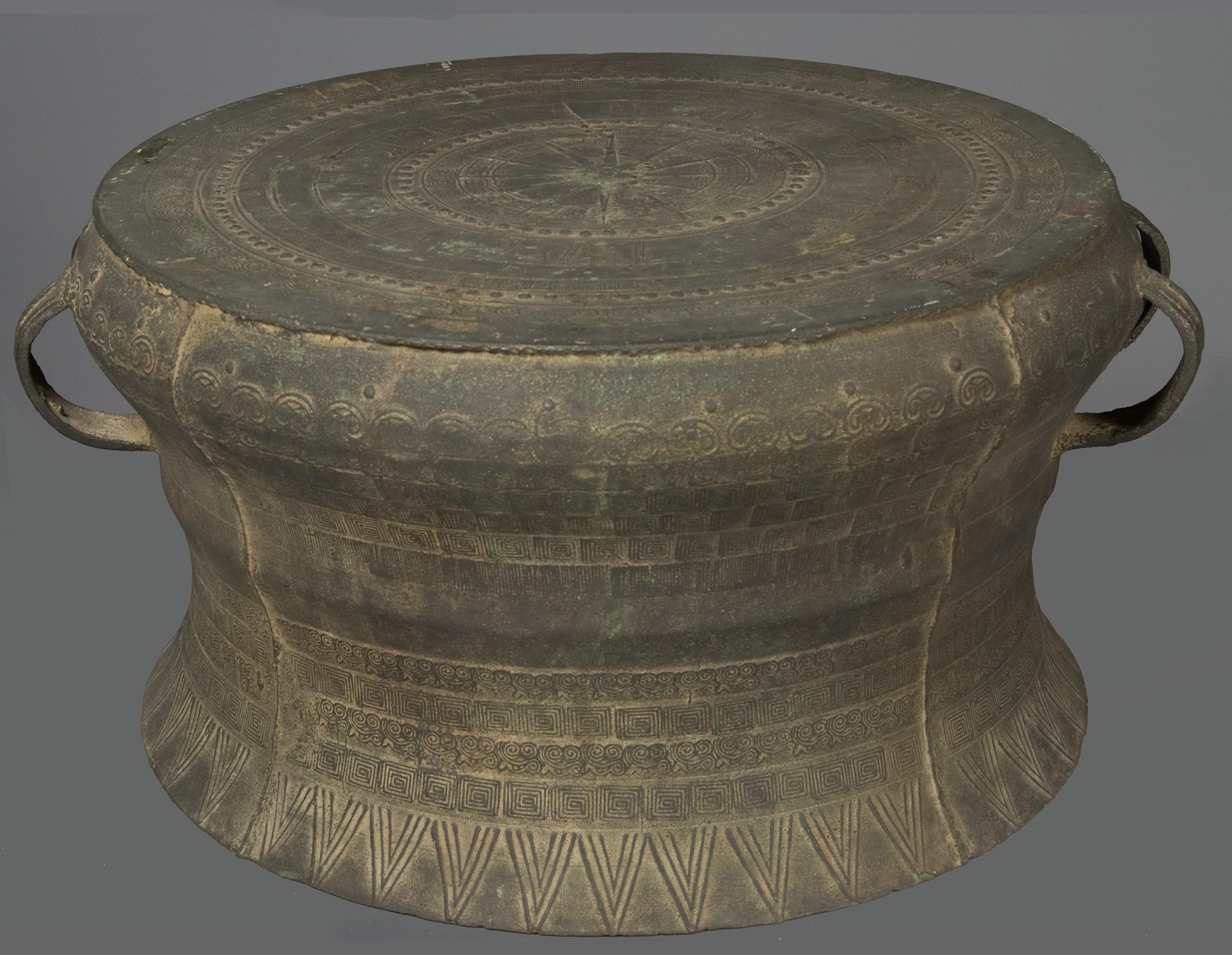
Bronzetrommel

Der Bronzetrommel-Berg (铜鼓岭, Pinyin Tónggǔ Lǐng) ist eine 338 m hohe Erhebung am östlichsten Punkt der Insel, sein Name leitet sich von den Han-zeitlichen Bronzetrommeln her, die während der Song-Dynastie dort gefunden wurden. Da der Berg der höchste Punkt der Gegend ist nutzte ihn General Ma Yuan (14 v. Chr. – 49 n. Chr.) bei der Wiederherstellung der Ordnung nach dem Sturz der kurzlebigen Xin-Dynastie (9 – 23 n. Chr.) als Feldherrenhügel (damals wurde mit Schneckenhörnern zum Angriff geblasen und mit Trommeln das Signal zum Rückzug gegeben). Auch im Zweiten Weltkrieg wurde der Berg militärisch genutzt; es befinden sich dort noch alte Bunkeranlagen und ein Leuchtturm.
Der Berg ist dicht bewaldet, und 1987 wurde dort ein 13,3 km² großes Gebiet rund um den Gipfel als Nationales Naturschutzgebiet (国家级自然保护区) ausgewiesen. Bei der damals durchgeführten Bestandsaufnahme fand man dort Tigerpythons, die in China der Schutzstufe 1 unterliegen, 10 Säugetierarten (Rhesusaffe, Chinesisches Schuppentier etc.), mehr als 20 Vogelarten (Heckenkuckuck, Bankivahuhn, Eulen etc.), Meeresschildkröten, sowie 40 – 50 m vor der Küste rund 100 Korallenarten und mehr als 400 dort lebende Fischarten. Dazu kamen noch 908 Pflanzenarten auf dem Berg, die sich bis 2020 auf 1019 erhöht hatten.
Oben auf dem Berg befand sich ursprünglich eine Küstenradarstation der chinesischen Marine.
Mitte 2013, als die hauptsächlichen Bauarbeiten am Kosmodrom Wenchang beendet waren, zog dort eine Einheit Fernmeldesoldaten ein und installierte Geräte für den Empfang der Telemetriedaten, die Bahnverfolgung und Steuerung der Raketen (Telemetry, Tracking, and Control, kurz TT&C). Im November 2013 war man bereit, und im Dezember dieses Jahres fand die erste gemeinsame Übung mit dem Kontrollzentrum des Kosmodroms (指挥控制中心, Pinyin Zhǐhuī Kòngzhì Zhōngxīn) zum Test aller Systeme statt. Die Übung mit simuliertem Raketenstart verlief erfolgreich. Durch die exponierte Lage auf dem Gipfel des Berges, auf einer Landzunge, die den östlichsten Punkt der Insel markiert, ist die TT&C-Station jedoch den sommerlichen Taifunen stark ausgesetzt. Ursprünglich musste die Hauptantenne der Station bei Sturmwarnung waagrecht gestellt und  mit Drahtseilen festgezurrt werden. Mittlerweile ist sie, wie die kleineren Antennen der Station, durch ein Radom geschützt.
Dazu kommt noch die extrem salzhaltige Luft – die Station befindet sich nur wenige hundert Meter vom Strand – die dazu führt, dass ungeschützte Metalloberflächen nach nicht einmal einem halben Jahr Rost ansetzen.
19° 38′ 22,8″ N, 111° 1′ 46,2″ O
Mit dem Baubeginn der Chinesischen Raumstation und der Aufnahme der regelmäßigen Versorgungsflüge dorthin im Frühjahr 2021 begann man das Korrosionsproblem ernster zu nehmen als in den ersten Jahren. Es hatte sich herausgestellt, dass nicht nur Stahlträger und Schrauben, sondern auch die Kontakte in den Schwachstromleitungen korrodierten, was zu einer Unterbrechung der Signalübertragung führen konnte. In Zusammenarbeit mit dem Schwerpunktlabor für Zuverlässigkeitstechnik auf Kosmodromen (航天发射场可靠性技术重点实验室) des für Wenchang zuständigen Kosmodroms Xichang in Sichuan konnten die Fernmelder dieses Phänomen eindämmen. Ein weiteres Problem war das wasserspeichernde Moos, das sich auf der Oberseite der Radome ansetzte und die bei Raketenstarts nach oben gerichteten bzw. von oben kommenden Funksignale dämpfte. Hierfür entwickelten die Soldaten selbst ein automatisches Putzgerät, das die mit Leitern schwer erreichbaren Oberflächen säuberte.